# Anton Blasbichler
Anton Blasbichler (Bressanone, 18 febbraio 1972) è uno slittinista italiano, compete su pista naturale.
È un atleta che compete nella coppa del mondo. Con 4 trofei vinti (tutti nel singolo) è il secondo atleta più vincente nella coppa del mondo dopo il connazionale Patrick Pigneter.

## Palmarès

### Mondiali su pista naturale
- 9 medaglie:
  - 5 ori (singolo, gara a squadre a Großsölk 2001; singolo a Laces 2005; gara a squadre a Moso in Passiria 2009; gara a squadre a Umhausen 2011);
  - 2 argenti (singolo a Oberperfuss 1996; singolo a Rautavaara 1998);
  - 2 bronzi (singolo a Valdaora 2000; gara a squadre a Laces 2005).

### Europei su pista naturale
- 4 medaglie:
  - 2 ori (singolo a Großsölk 1993; singolo a Szczyrk 1999)
  - 1 argento (singolo a Valdaora 2008)
  - 1 bronzo (singolo a Sankt Sebastian 2010)

### Europei  juniores su pista naturale
- 3 medaglie:
  - 1 oro (singolo a Kandalakscha 1991)
  - 2 argenti (singolo a Zelezniki 1990; doppio a Kandalakscha 1991)

### Campionati italiani su pista naturale
- 13 medaglie:
  - 3 ori
  - 1 argento
  - 9 bronzi

### Coppa del Mondo su pista naturale
- Vincitore della Coppa del Mondo del singolo nel 1996, 1997, 2004 e nel 2005.
- 53 podi (51 nel singolo, 2 nel doppio):
  - 20 vittorie (20 nel singolo);
  - 14 secondi posti (13 nel singolo, 1 nel doppio);
  - 19 terzi posti (18 nel singolo, 1 nel doppio).

#### Coppa del Mondo - vittorie
| Data             | Luogo                  | Paese    | Disciplina |
| ---------------- | ---------------------- | -------- | ---------- |
| 27 febbraio 1994 | Mosca                  | Russia   | Singolo    |
| 12 febbraio 1995 | Großsölk               | Austria  | Singolo    |
| 19 gennaio 1996  | Villaco                | Austria  | Singolo    |
| 21 gennaio 1996  | Villaco                | Austria  | Singolo    |
| 4 febbraio 1996  | Laces                  | Italia   | Singolo    |
| 24 gennaio 1997  | Dobbiaco               | Italia   | Singolo    |
| 9 febbraio 1997  | Obdach                 | Austria  | Singolo    |
| 16 febbraio 1997 | Garmisch-Partenkirchen | Germania | Singolo    |
| 24 gennaio 1999  | Canale d'Agordo        | Italia   | Singolo    |
| 7 febbraio 1999  | Aurach bei Kitzbühel   | Austria  | Singolo    |
| 20 febbraio 2000 | Železniki              | Slovenia | Singolo    |
| 7 gennaio 2001   | Unterammergau          | Germania | Singolo    |
| 14 dicembre 2003 | Valdaora               | Italia   | Singolo    |
| 6 gennaio 2004   | Grande Prairie         | Canada   | Singolo    |
| 18 gennaio 2004  | Garmisch-Partenkirchen | Germania | Singolo    |
| 25 gennaio 2004  | Mosca                  | Russia   | Singolo    |
| 18 dicembre 2004 | Longiarù               | Italia   | Singolo    |
| 9 gennaio 2005   | Unterammergau          | Germania | Singolo    |
| 14 gennaio 2005  | Oberperfuss            | Austria  | Singolo    |
| 15 gennaio 2005  | Oberperfuss            | Austria  | Singolo    |